# Тексас
Тексас (енгл. Texas) друга је по величини и по броју становника држава САД. Смештен је на југу централног дела САД; према југу се граничи са Мексиком, према западу са Њу Мексиком, према северу са Оклахомом, према североистоку са Арканзасом и према истоку са Луизијаном. Простире се на површини од 696.241 km² и у њему живи преко 25 милиона људи.
Тексас је познат и као Држава усамљене звезде (енгл. Lone Star State), јер је после отцепљења од Мексика 1836, па све до 1845. био независан. Та „усамљена звезда“ се налази на застави и грбу Тексаса.
У Тексасу се могу срести све одлике америчког Југа и Југозапада. Иако се Тексас углавном доживљава као предео где преовлађује пустиња, што је карактеристика југозапада САД, она заузима мање од десет посто територије. Становништво је сконцентрисано првенствено у пределима бивших прерија, пашњака, шума и дуж обале Мексичког мора. Идући са истока на запад срећу се мочваре, шуме борова, равнице, брда и на крају пустиња и планине у области Биг Бенд.
С обзиром да је Тексас после Америчког грађанског рада постао центар говедарства, веома честа асоцијација за ову државу САД су каубоји. Међутим већ почетком 20. века привреда Тексаса се променила захваљујући откривеним налазиштима нафте. Долази до економског бума који је допринео развоју образовања а самим тим се и привреда диверсификује. Данас је Тексас у самом врху у области петрохемије, електронике, пољопривреде, енергетике, авио индустрије и биомедицине. Тексас од 2002. године остварује највеће приходе од извоза у САД и на другом је месту по величини бруто домаћег производа (БДП). Међутим, ако се гледа БДП по становнику онда је Тексас тек на 29. месту у САД.

## Историја

### Период пре доласка Европљана
Југозападна и област Равница су две најзначајније културне сфере претколумбовске Северне Америке између којих је смештен Тексас. Открића археолога указују на присуство три значајне домородачке културе на овој територији које су свој зенит достигле пре доласка Европљана. То су:
- Пуебло, која се налазила у горњем току реке Рио Гранде;[11]
- Мисисипијска култура, позната и као градитељ хумки, која се протезала долином реке Мисисипи источно од Тексаса;[12] и
- Мезоамеричка цивилизација, смештена на југу Тексаса.[13]

На подручју данашњег Тексаса у то време су живела племена Алабама, Апачи, Атакапан, Бидај, Кадо, Коавилтекан, Команчи, Чокто, Кушата, Хасинај, Хумано, Каранкава, Кикапу, Кајова, Тонкава и Вичита. Једна од претпоставки везана за име Тексаса јесте да је оно настало од речи táysha која на језику Кадо, племена Хасинај, значи пријатељ или савезник.
Индијанска племена су се према белим досељеницима различито односила. Нека су била пријатељски расположена и њихови припадници су помагали Европљанима у лову и у обради усева. За разлику од њих нека племена су била крајње непријатељски настројена према дошљацима.

### Колонизација
Први историјски докуменат који се односи на Тексас је мапа обале Мексичког залива из 1519. коју је направио Алонсо Алварез де Пинеда. Европске силе се нису интересовале за Тексас све док 1685. Робер Кавелије де ла Сал није грешком основао колонију Форт Сен Луи у заливу Матагорда уместо на реци Мисисипи. Колонија није успела да се одржи дуже од четири године због тешких услова живота и проблема са Индијанцима.
Шпанске власти, забринуте због тежњи Француске, шаљу 1690. неколико мисија у источни Тексас. Због сукоба са Индијанцима шпански мисионари се враћају у Мексико. Пошто је Француска почела да настањује Луизијану, углавном на југу, шпанске власти 1716. поново упућују мисије у источни Тексас. После две године основан је Сан Антонио, први шпански град у Тексасу.
Непријатељство индијанских племена и удаљеност од других шпанских колонија обесхрабрила је колонисте да се настањују у Тексасу. Самим тим је Тексас био једна од најслабије настањених провинција Нове Шпаније.
Године 1749. склопљено је примирје између Шпаније и племена Липан Апача. Тај споразум је разљутио друга племена, првенствено Команче, Тонкаве и Хасинаје. Команчи су склопили пакт са Шпанијом 1785. а касније су им помогли да поразе племена Липан Апача и Каранкава. Повећањем броја мисија долази и до превођења Индијанаца у хришћанство, па је до краја 18. века остало само неколико номадских племена која нису примила хришћанство.
Приликом куповине Луизијане од Француске 1803. америчке власти су инсистирале да тим споразумом буде обухваћен и Тексас. Граница између Нове Шпаније и Сједињених Америчких Држава је установљена на реци Сабин 1819.
Крајем Мексичког рата за независност 1821, конфликт са Шпанијом се проширио и на територију Тексаса. Мексико га је након тога присвојио и укључио у састав државе Коавила и Техас.
Ради успешније одбране од напада Команча, власти Мексичког Тексаса су либерализовале политику усељавања за особе које нису из Мексика и Шпаније. Та политика је омогућавала доделу великих површина земље предузетницима (шп. empresario), који су за узврат доводили колонисте из САД, Европе и из унутрашњости Мексика. Прва особа која је добила земљу на тај начин био је Мозиз Остин.
С обзиром да је убрзо умро, колонизацију наставља његов син Стивен Остин. Он насељава колонисте поред реке Бразос током 1822. Поред њега још 23 предузетника доводе колонисте у Тексас, углавном из САД. То доприноси убрзаном повећању броја становника. Године 1825. Тексас је имао око 3.500 становника углавном Мексиканаца, да би 1834. у њему живело око 37.800 становника од којих је било само 7.800 пореклом из Мексика. Знатан број досељеника није поштовао мексичке законе, посебно забрану робовласништва.
Због намера САД да купи Тексас, мексичке власти су 1830. одлучиле да забране досељавање из САД.
Немири у Анахаку током 1832. представљају прво неслагање са мексичком влашћу и поклапају се са незадовољством у самом Мексику против председника. Досељеници заједно са противницима актуелне власти протерују све мексичке војнике из источног Тексаса. На Конвенцији из 1832. досељеници разматрају могућу независност од Мексика. Следеће године понављају захтеве на Конвенцији из 1833.

### Република
Унутар Мексика је настављена напетост између федералиста и централиста. Почетком 1835. досељеници оснивају Комитете за преговоре и безбедност. Крајем 1835. немири прерастају у оружани сукоб у бици код Гонзалеза. Она уједно представља почетак Тексашке револуције, која ће довести до независности Тексаса. Током наредна два месеца досељеници су поразили све мексичке трупе. Након тога досељеници су изабрали делегате за привремену владу. Привремена влада је убрзо брзо пала због унутрашњих несугласица, па је у Тексасу владало безвлашће током прва два месеца 1836. године.
За време политичких превирања мексички председник Антонио Лопез де Санта Ана је лично предводио армија у покушају да оконча побуну. У почетку су Мексиканци имали успеха јер је генерал Хосе де Уреа поразио досељенике на свим местима дуж обале Мексичког залива где су пружали отпор. Санта Анине снаге су после тринаестодневне опсаде поразиле досељенике у бици код Алама.
Након тог догађаја делегати на Конвенцији из 1836. потписују, 2. марта, Декларацију о независности и оснивају Републику Тексас. После избора чиновника Конвенција је распуштена. Новоформирана влада придружује се осталим колонистима који се повлаче пред надолазећом мексичком војском. После неколико недеља повлачења, војска досељеника под заповедништвом Сема Хјустона је напала и поразила Санта Анине снаге у бици код Сан Хасинта. Санта Ана је заробљен и присиљен да потпише Споразум у Веласку којим је окончан рат.
По стицању независност долази од политичког сукобљавања између две струје: националистичке, коју је предводио Мирабо Б. Ламар, и унионистичке, предвођене Семом Хјустоном. Националисти су заговарали независни Тексас, протеривање Индијанаца и ширење према Пацифичком океану. За разлику од њих струја коју је предводио Сем Хјустон се залагала за прикључење Тексаса Сједињеним Држава и миран суживот са Индијанцима. Допринос струји коју је предводио Сем Хјустон дао је Мексико када је током 1842. у два наврата заузео Сан Антонио и поразио Тексашане. Немогућност Републике Тексас да се самостално брани је допринела каснијем прикључењу САД.

### Државност
Почетком 1837. представници Тексаса су у неколико наврата преговарали о прикључењу САД. Приступање Тексаса САД су успоравали националисти из тексашке опозиције као и заговорници робовласништва унутар САД. Тексас је прикључен САД после избора Џејмса К. Полка за председника САД 1844. Конгрес САД је 29. децембра 1845. признао Тексас за државу САД.
Након прикључења Тексаса, Мексико је прекинуо дипломатске односе са Сједињеним Државама. Спор између две државе је настао око границе с обзиром да су САД тврдиле да је граница на реци Рио Гранде док је Мексико сматрао да је граница на реци Нуесес. Ове несугласице су довеле до избијања Мексичко–америчког рата 1846. Прве битке су вођене у Тексасу: опсада Форт Тексаса, битка код Пало Алта и битка код Ресака де ла Палма. После три убедљиве победе Сједињене Државе нападају територију Мексика и тиме окончавају борбе у Тексасу.
После низа америчких победа склопљен је Споразум у Гвадалуп Идалгу и тиме је окончан двогодишњи рат. Према том споразуму САД су Мексику платиле 15,000.000 долара и за узврат добиле неограничену контролу над Тексасом, као и уступање територија које обухватају данашње државе Калифорнију, Неваду, Јуту, делове Њу Мексика, Аризоне и Колорада. Граница је установљена на реци Рио Гранде.
Компромисом из 1850. Тексас је добио границе које има и данас. Тексас је уступио делове своје територије федералној влади у замену за отпис дуга који је настао за време постојања Републике Тексас. Од тих територија ће касније бити формиран добар део држава Нови Мексико и Колорадо, као и мањи делови Канзаса, Оклахоме и Вајоминга.

### Грађански рат и Реконструкција
Након избора Абрахама Линколна 1860. за председника САД, Јужна Каролина проглашава отцепљење од САД и убрзо избија Амерички грађански рат. Тим поводом је 28. јануара 1861. у Тексасу почела конвенција на којој су делегати разматрали отцепљење од САД. Првог фебруара 1861. са 166 гласова за насупрот 8 против на конвенцији је усвојен Пропис за отцепљење од САД. Тексашки гласачи су одобрили овај Пропис 23. фебруара 1861. Месец дана касније 23. марта Тексас прихвата устав Конфедеративних Америчких Држава и постаје њихов члан. Отцепљењу од САД се успротивио гувернер Сем Хјустон, па је због одбијања да прихвати новоформирану државу смењен са места гувернера.
Иако су се најважније битке одиграле далеко од Тексаса ова држава је веома допринела Конфедерацији како у опреми тако и људством. Тексас је имао велику улогу у трговини током Америчког грађанског рата јер се трговина Конфедерације, због блокаде држава Уније, одвијала преко границе са Мексиком. Конфедерација је током прве две године рата успешно одбијала све покушаје Уније да пресече овај правац, међутим када је војска Уније средином 1863. заузела целокупан ток реке Мисисипи значај Тексаса за снабдевање Конфедерације је минимизиран.
Након капитулације Конфедерације Тексас је запао у анархију. Она је трајала два месеца све док генерал Гордон Грејнџер, послат од стране Уније, није завео ред. Ендру Џонсон, председник САД, је 1866. прогласио обнову цивилне власти у Тексасу. Иако нису испуњени циљеви Реконструкције, Конгрес САД је 1870. донео одлуку о поновном чланству Тексаса у Унији. Овај период је обележило социјално незадовољство у Тексасу, с обзиром да су се јавили проблеми у пољопривреди и на тржишту рада.

### Тексас у XX веку
Почетком 20. века откривено је прво значајније налазиште нафте Спиндлтоп, јужно од Бомонта. Поред овог откривена су и друга налазишта у источном и западном делу Тексаса као и дуж обале Мексичког залива. Врхунац у производњи нафте, од три милиона барела дневно, је достигнут 1972.
Нафтна индустрија је била доминтна економска грана у Тексасу током тридесетих година. Нафтни бум који је омогућио убрзани развој Тексаса није спречио проблеме настале током Велике депресије и периода великих суша тридесетих година XX века. Овај период карактерише и велика миграција црнаца ка Калифорнији и североисточним државама САД.
Током Другог светског рата у Тексасу су изграђене војне базе, фабрике муниције, логори за ратне заробљенике и војне болнице. Око 750.000 Тексашана је мобилисано за рат. У овом периоду долази до убрзаног развоја градова услед изградње индустријских погона и миграције сеоског становништва у урбане центре.
Шездесетих година у Тексасу се повећава број високо образовних институција а њихов развој је углавном потпомогнут нафтним приходима.
Џон Ф. Кенеди, председник САД, је убијен у Даласу 22. новембра 1963.

### XXI век
Током јануара 2024. дошло је до сукоба око начина регулисања питања прилива великог броја миграната у Тексас, између федералне власти и органа власти Тексаса. Двадесет и пет републиканских гувернер подржало је став власти Тексаса.

## Географија
Границе Тексаса се као и код већине америчких држава поклапају са географском ширином и дужином, међутим на три места реке формирају природну границу са другим државама. Тако је према југу река Рио Гранде природна граница са мексичким државама Коавила, Чивава, Нуево Леон и Тамаулипас. Црвена река Југа је природна граница према северу, односно државама Оклахома и Арканзас, док је према истоку и Луизијани природна граница река Сабин.
Поред 10 климатских области, 14 типова земљишта и 11 екорегиона, регионална класификација је компликована због разлика у земљишту, топографији, геологији, количини падавина и разноврсности биљног и животињског света. Према једном систему класификације Тексас се може поделити од југоистока ка западу на следећи начин: област равница поред Мексичког залива, унутрашње низију, велике равнице и област „Транс-Пекос“. Област равница поред Мексичког залива обухвата југоисточни део Тексаса и одликује се густим шумама борова. Подручје унутрашњих низија карактерише како песковито тако и земљиште са тврдом и црвеном глином. Област великих равница се протеже од централног дела ка северу Тексаса. У овој области су доминантне прерије и степе. Далеки запад Тексаса или област Транс – Пекос има најразноврснији рељеф, ту се могу срести планине, пустињске долине, пашњаци, шуме и највиши врхови Тексаса.
Тексас има 15 важнијих река од којих је највећа Рио Гранде. Остале битније реке су Пекос, Бразос, Колорадо и Црвена река Југа. Иако нема ни једно веће природно језеро у Тексасу је направљено око 100 мањих вештачких језера.

### Клима
Тексас се налази на месту укрштања више климатских зона. Најсевернији део државе карактеришу хладније зиме у односу на делове који се налазе јужно од реке Ред. Дуж обале Мексичког залива зиме су благе. Несразмера у количини падавина је такође карактеристична за Тексас па тако у Ел Пасу, на западу државе, годишње падне нешто више од 200 mm кише по квадратном метру, док у Хјустону, на југоистоку Тексаса, падне око 1400 mm, а у северним и централним деловима падне око 940 mm падавина по квадратном метру.
Снег пада неколико пута током зиме на крајњем северу државе и у планинском делу на западу Тексаса, једном или два пута годишње у делу Тексаса јужно од реке Ред и једном сваких неколико година у централном и источном делу Тексаса. Снежне падавине се ретко могу видети јужно од Сан Антонија или у приобаљу Мексичког залива.
Највише температуре током летњих месеци се крећу од 26 °C у планинским пределима на западу државе до 38 °C у долини реке Рио Гранде. Највиша летња температура на највећем делу Тексаса је око 32 °C.
Олује су карактеристичне за подручје Тексаса, нарочито у источним и северним деловима државе. Долина торнада обухвата северни део Тексаса. Ово је уједно и држава САД са највећим бројем налета торнада, у просеку 130 годишње. Торнадима су највише погођени северни делови државе а најчешће се јављају током априла, маја и јуна.
Целокупна обала Тексаса је изложена налетима урагана и мањих тропских олуја током лета и јесени. Највећа опасност од ових непогода прети током августа и септембра када сезона урагана у Мексичком заливу достиже врхунац. Урагани погађају тексашку обалу у просеку на сваке три године, док у унутрашњости територије узрокују штету стварајући снажне ветрове, укључујући торнада, и плавећи земљиште услед обилних киша.
Тексас је држава САД са највећом емисијом гасова који доприносе ефекту стаклене баште. У Тексасу се годишње пошаље у атмосферу око 680 милиона тона угљен-диоксида. Разлог томе је велики број термоелектрана које користе угаљ а поред њих ефекту стаклене баште доприносе рафинерије и индустрија.

## Административна подела
Тексас је подељен на 254 округа:
1. Округ Андерсон
2. Округ Анџелина
3. Округ Аптон
4. Округ Апшер
5. Округ Аранзас
6. Округ Армстронг
7. Округ Арчер
8. Округ Атаскоса
9. Округ Ајрион
10. Округ Бандера
11. Округ Бастроп
12. Округ Бел
13. Округ Бер
14. Округ Берлесон
15. Округ Бернет
16. Округ Бејли
17. Округ Бејлор
18. Округ Би
19. Округ Бланко
20. Округ Борден
21. Округ Боски
22. Округ Бразорија
23. Округ Бразос
24. Округ Браун
25. Округ Бриско
26. Округ Брукс
27. Округ Брустер
28. Округ Буи
29. Округ Вал Верди
30. Округ Ван Зант
31. Округ Вајз
32. Округ Веб
33. Округ Викторија
34. Округ Виласи
35. Округ Вилбаргер
36. Округ Вилер
37. Округ Вилијамсон
38. Округ Вилсон
39. Округ Винклер
40. Округ Вичита
41. Округ Вокер
42. Округ Волер
43. Округ Ворд
44. Округ Вортон
45. Округ Вошингтон
46. Округ Вуд
47. Округ Галвестон
48. Округ Гарза
49. Округ Гвадалупи
50. Округ Гејнс
51. Округ Гилеспи
52. Округ Гласкок
53. Округ Голијад
54. Округ Гонзалес
55. Округ Грајмс
56. Округ Грег
57. Округ Греј
58. Округ Грејсон
59. Округ Далам
60. Округ Далас
61. Округ Девит
62. Округ Делта
63. Округ Дентон
64. Округ Деф Смит
65. Округ Дикенс
66. Округ Димит
67. Округ Донли
68. Округ Досон
69. Округ Дувал
70. Округ Едвардс
71. Округ Ектор
72. Округ Ел Пасо
73. Округ Елис
74. Округ Ендруз
75. Округ Завала
76. Округ Запата
77. Округ Ират
78. Округ Јанг
79. Округ Јоукум
80. Округ Јувалди
81. Округ Истланд
82. Округ Калахан
83. Округ Калберсон
84. Округ Калхун
85. Округ Камерон
86. Округ Карнс
87. Округ Карсон
88. Округ Кас
89. Округ Кастро
90. Округ Кемп
91. Округ Кендал
92. Округ Кенеди
93. Округ Кент
94. Округ Кер
95. Округ Кимбл
96. Округ Кинг
97. Округ Кини
98. Округ Клеј
99. Округ Клејберг
100. Округ Кокран
101. Округ Колдвел
102. Округ Колин
103. Округ Колингсворт
104. Округ Колман
105. Округ Колорадо
106. Округ Комал
107. Округ Команчи
108. Округ Кончо
109. Округ Коријел
110. Округ Котл
111. Округ Коук
112. Округ Кофман
113. Округ Крејн
114. Округ Крозби
115. Округ Крокет
116. Округ Кук
117. Округ Лабок
118. Округ Лавака
119. Округ Лавинг
120. Округ Ламар
121. Округ Лампасас
122. Округ Лано
123. Округ Ласал
124. Округ Лајв Оук
125. Округ Лајмстоун
126. Округ Лем
127. Округ Ли
128. Округ Либерти
129. Округ Лин
130. Округ Лион
131. Округ Липском
132. Округ Маверик
133. Округ Макалок
134. Округ Макленан
135. Округ Макмален
136. Округ Марион
137. Округ Мартин
138. Округ Матагорда
139. Округ Мајлам
140. Округ Медина
141. Округ Медисон
142. Округ Менард
143. Округ Мејсон
144. Округ Мидланд
145. Округ Милс
146. Округ Мичел
147. Округ Монтејг
148. Округ Монтгомери
149. Округ Морис
150. Округ Мотли
151. Округ Мур
152. Округ Наваро
153. Округ Накодочес
154. Округ Нокс
155. Округ Нолан
156. Округ Нуесес
157. Округ Њутон
158. Округ Окилтри
159. Округ Олдам
160. Округ Оринџ
161. Округ Остин
162. Округ Пало Пинто
163. Округ Панола
164. Округ Паркер
165. Округ Пармер
166. Округ Пекос
167. Округ Полк
168. Округ Потер
169. Округ Пресидио
170. Округ Рандал
171. Округ Ранелс
172. Округ Раск
173. Округ Ред Ривер
174. Округ Рефјурио
175. Округ Рејган
176. Округ Рејнс
177. Округ Ривс
178. Округ Рил
179. Округ Робертс
180. Округ Робертсон
181. Округ Роквол
182. Округ Сабин
183. Округ Самервел
184. Округ Сан Џасинто
185. Округ Сан Огастин
186. Округ Сан Патришио
187. Округ Сан Саба
188. Округ Сатон
189. Округ Свишер
190. Округ Скари
191. Округ Смит
192. Округ Стар
193. Округ Стерлинг
194. Округ Стивенс
195. Округ Стоунвол
196. Округ Тарант
197. Округ Тајлер
198. Округ Тајтус
199. Округ Терел
200. Округ Тери
201. Округ Тејлор
202. Округ Том Грин
203. Округ Травис
204. Округ Тринити
205. Округ Трокмортон
206. Округ Фанин
207. Округ Фејет
208. Округ Фишер
209. Округ Флојд
210. Округ Фолс
211. Округ Форд
212. Округ Форт Бенд
213. Округ Френклин
214. Округ Фрио
215. Округ Фристоун
216. Округ Хадспет
217. Округ Хамилтон
218. Округ Хансфорд
219. Округ Хант
220. Округ Хардеман
221. Округ Хардин
222. Округ Харис
223. Округ Харисон
224. Округ Хартли
225. Округ Хаскел
226. Округ Хауард
227. Округ Хачинсон
228. Округ Хемпхил
229. Округ Хендерсон
230. Округ Хејз
231. Округ Хејл
232. Округ Хидалго
233. Округ Хил
234. Округ Хокли
235. Округ Хол
236. Округ Хопкинс
237. Округ Худ
238. Округ Хјустон
239. Округ Чероки
240. Округ Чејмберс
241. Округ Чилдрес
242. Округ Џаспер
243. Округ Џек
244. Округ Џексон
245. Округ Џеф Дејвис
246. Округ Џеферсон
247. Округ Џим Велс
248. Округ Џим Хог
249. Округ Џонсон
250. Округ Џоунс
251. Округ Шеклфорд
252. Округ Шелби
253. Округ Шерман
254. Округ Шлајкер

## Демографија
Процена Бироа за попис становништва за 2009. годину је да у Тексасу живи 24.782.406 становника, што представља пораст од 1,97% у односу на претходну годину и 16,1% у односу на 2000. Број становника се захваљујући природном прираштају повећао за 1.389.275 од последњег пописа становништва, имиграцијом број становника је повећан за 801.576 а миграција становништва из остатка САД је допринела порасту становништва за 451.910 људи.
Током 2004. Тексас је имао 3,5 милиона особа које су рођене ван САД или 15,6% становништва, процењује се да је међу њима око 1,2 милиона илегалних имиграната. Тексас је у периоду 2000—2006 имао најбржу стопу раста илегалних имиграната у САД.
У 2010. илегални усељеници су чинили отприлике шест посто становништва, чиме је Тексас сврстан на пето место у САД по уделу илегалних имиграната у становништву државе иза Неваде, Аризоне, Калифорније и Њу Џерзија.
Густина насељености у Тексасу је 34,8 становника по квадратном километру, што је нешто више од америчког просека који износи 31 становник по квадратном километру.
Две трећине Тексашана живи у некој конурбацији као што је Хјустон. Конурбација Далас – Форт Ворт је највећа у Тексасу. Иако је Хјустон највећи град у Тексасу и четврти по величини у САД, конурбација Далас – Форт Ворт је знатно већа од конурбације Хјустон.
| Година | Број становника | Промена у процентима |
| ------ | --------------- | -------------------- |
| 1850.  | 212.592         | -                    |
| 1860.  | 604.215         | 184,2                |
| 1870.  | 818.579         | 35,5                 |
| 1880.  | 1.591.749       | 94,5                 |
| 1890.  | 2.235.527       | 40,4                 |
| 1900.  | 3.048.710       | 36,4                 |
| 1910.  | 3.896.542       | 27,8                 |
| 1920.  | 4.663.228       | 19,7                 |
| 1930.  | 5.824.715       | 24,9                 |
| 1940.  | 6.414.824       | 10,1                 |
| 1950.  | 7.711.194       | 20,2                 |
| 1960.  | 9.579.677       | 24,2                 |
| 1970.  | 11.196.730      | 16,9                 |
| 1980.  | 14.229.191      | 27,1                 |
| 1990.  | 16.986.510      | 19,4                 |
| 2000.  | 20.851.820      | 22,8                 |
| 2010.  | 25.145.561      | 20,6                 |

### Највећи градови
| Хјустон Сан Антонио | 1.  | Хјустон       | 2.099.451 | Далас Остин |
| Хјустон Сан Антонио | 2.  | Сан Антонио   | 1.327.407 | Далас Остин |
| Хјустон Сан Антонио | 3.  | Далас         | 1.197.816 | Далас Остин |
| Хјустон Сан Антонио | 4.  | Остин         | 790.390   | Далас Остин |
| Хјустон Сан Антонио | 5.  | Форт Ворт     | 741.206   | Далас Остин |
| Хјустон Сан Антонио | 6.  | Ел Пасо       | 649.121   | Далас Остин |
| Хјустон Сан Антонио | 7.  | Арлингтон     | 365.438   | Далас Остин |
| Хјустон Сан Антонио | 8.  | Корпус Кристи | 305.215   | Далас Остин |
| Хјустон Сан Антонио | 9.  | Плејно        | 259.841   | Далас Остин |
| Хјустон Сан Антонио | 10. | Ларедо        | 236.091   | Далас Остин |

## Привреда
Привреда Тексаса је друга по величини у САД. Друштвени производ ове државе у 2008. години је износио 1.224 милијарде долара. Што се тиче друштвеног производа по становнику у 2009. години је износио 36.484 долара и сврстао је Тексас на 29. место у САД. Тексас је познат по малим порезима и малој администрацији и једна је од седам држава које немају државну стопу пореза (енгл. state income tax), самим тим је признат као веома погодно место за инвестирање. Највећи број компанија са чувене листе Fortune 500 се налази у Тексасу.

### Пољопривреда и рударство
Тексас има највише фарми и највеће обрадиве површине у САД. Такође је држава са највећом производњом стоке. Узгој говеда представља најважнији део пољопривреде, јер Тексас производи 20% говедине у САД. Поред тога Тексас је водећи и у узгоју оваца и коза у САД. Производња житарица је веома заступљена док је у производњи памука на првом месту у САД.
Рибарство и прерада рибе је веома развијена. 
Што се минералних сировина тиче Тексас се може похвалити да је први по производњи цемента, ломљеног камена, креча, соли, песка и шљунка у САД.

### Енергетика
Према подацима Управе за информисање о енергији (енгл. Energy Information Administration), Тексашани троше највише енергије по становнику, а и укупно је Тексас држава са највећом потрошњом енергије у САД. Тексас има слободно тржиште електричне енергије.
У супротности са својим именом, Железничка комисија Тексаса (енгл. Railroad Commission of Texas) надзире производњу нафте и гаса, предузећа за дистрибуцију гаса, безбедност цевовода, течног нафтног гаса, као и експлоатацију угља и уранијума. Комисија је до 1970-их контролисала цену бензина јер је управљала нафтним резервама Тексаса. Она је послужила оснивачима ОПЕК-а као модел контролисања цена нафте.
Процењене резерве нафте у Тексасу износе пет милијарди барела што је отприлике 790.000.000 m³, то чини негде око једне четвртине укупних резерви нафте у САД. Рафинерије у Тексасу могу да дневно прераде око 4,7 милиона барела (730.000 m³) нафте. Рафинерија Бејтаун у близини Хјустона је највећа у САД. Тексас обезбеђује 30% природног гаса који се производи у САД. Познатије нафтне компаније које имају седиште у Тексасу су: Коноко-Филипс, Ексон-Мобил, Хелибартон, Валеро и Маратон Ојл.
Тексас је водећи и по производњи енергије из обновљивих извора, с обзиром да производи највише енергије у ветроелектранама. У месту Роско налази се највећа фарма ветрењача на свету са капацитетом од 781,5 мегавата. Поред енергије ветра Тексас има велике могућности и у искоришћењу биомасе с обзиром на развијену пољопривреду у држави а има и највеће потенцијале за искоришћење сунчеве енергије.

### Високе технологије
Захваљујући сарадњи између универзитета и фондова за подстицај предузетништва и науке, Тексас обилује предузећима која се баве високом технологијом. Област око Остина се популарно назива Силицијумска брда а северни део Даласа је познат под именом Силицијумска прерија. У Тексасу се налазе седишта бројних високотехнолошких предузећа, као што су Дел, Тексас инструментс, Перо системс, Еј-Ти енд Ти, Електроник дејта системс, као и бивше седиште Компака (који је сада у склопу Хјулет-Пакарда).
У југоисточном делу Хјустона, смештен је Космички центар Линдон Б. Џонсон, док је у Форт Ворту, у близини Даласа, Локид Мартинов огранак за производњу војних авиона.